# سان مارتين (مندوزا)
سان مارتين، مندوزا (بالإسبانية: San Martín, Mendoza)‏ هي منطقة سكنية تقع في الأرجنتين في San Martín Department.[بحاجة لمصدر] يقدر عدد سكانها بـ 892,222 نسمة ومساحتها 1,504 كم2 وترتفع عن سطح البحر 770 متر.

## المناخ
يظهر الجدول التالي التغييرات المناخية على مدار السنة لسان مارتين:
| البيانات المناخية لـسان مارتين          | البيانات المناخية لـسان مارتين | البيانات المناخية لـسان مارتين | البيانات المناخية لـسان مارتين | البيانات المناخية لـسان مارتين | البيانات المناخية لـسان مارتين | البيانات المناخية لـسان مارتين | البيانات المناخية لـسان مارتين | البيانات المناخية لـسان مارتين | البيانات المناخية لـسان مارتين | البيانات المناخية لـسان مارتين | البيانات المناخية لـسان مارتين | البيانات المناخية لـسان مارتين | البيانات المناخية لـسان مارتين |
| الشهر                                   | يناير                          | فبراير                         | مارس                           | أبريل                          | مايو                           | يونيو                          | يوليو                          | أغسطس                          | سبتمبر                         | أكتوبر                         | نوفمبر                         | ديسمبر                         | المعدل السنوي                  |
| --------------------------------------- | ------------------------------ | ------------------------------ | ------------------------------ | ------------------------------ | ------------------------------ | ------------------------------ | ------------------------------ | ------------------------------ | ------------------------------ | ------------------------------ | ------------------------------ | ------------------------------ | ------------------------------ |
| الدرجة القصوى °م (°ف)                   | 42.7 (108.9)                   | 40.6 (105.1)                   | 37.0 (98.6)                    | 33.6 (92.5)                    | 31.6 (88.9)                    | 30.1 (86.2)                    | 32.1 (89.8)                    | 33.5 (92.3)                    | 35.7 (96.3)                    | 40.4 (104.7)                   | 40.5 (104.9)                   | 43.3 (109.9)                   | 43.3 (109.9)                   |
| متوسط درجة الحرارة الكبرى °م (°ف)       | 32.4 (90.3)                    | 31.1 (88.0)                    | 28.1 (82.6)                    | 23.5 (74.3)                    | 19.1 (66.4)                    | 15.7 (60.3)                    | 15.4 (59.7)                    | 18.6 (65.5)                    | 21.5 (70.7)                    | 26.0 (78.8)                    | 29.2 (84.6)                    | 31.7 (89.1)                    | 24.4 (75.9)                    |
| المتوسط اليومي °م (°ف)                  | 24.6 (76.3)                    | 23.2 (73.8)                    | 20.5 (68.9)                    | 15.6 (60.1)                    | 11.3 (52.3)                    | 8.0 (46.4)                     | 7.5 (45.5)                     | 10.2 (50.4)                    | 13.3 (55.9)                    | 18.0 (64.4)                    | 21.3 (70.3)                    | 23.9 (75.0)                    | 16.5 (61.7)                    |
| متوسط درجة الحرارة الصغرى °م (°ف)       | 17.8 (64.0)                    | 16.5 (61.7)                    | 14.8 (58.6)                    | 10.1 (50.2)                    | 6.1 (43.0)                     | 2.7 (36.9)                     | 1.9 (35.4)                     | 4.0 (39.2)                     | 6.8 (44.2)                     | 11.0 (51.8)                    | 14.0 (57.2)                    | 16.8 (62.2)                    | 10.2 (50.4)                    |
| أدنى درجة حرارة °م (°ف)                 | 5.3 (41.5)                     | 4.0 (39.2)                     | −1.4 (29.5)                    | −2.8 (27.0)                    | −6.6 (20.1)                    | −8.2 (17.2)                    | −9.4 (15.1)                    | −7.0 (19.4)                    | −5.2 (22.6)                    | −1.9 (28.6)                    | −0.3 (31.5)                    | 2.4 (36.3)                     | −9.4 (15.1)                    |
| الهطول مم (إنش)                         | 45.0 (1.77)                    | 36.3 (1.43)                    | 43.0 (1.69)                    | 15.8 (0.62)                    | 9.2 (0.36)                     | 3.7 (0.15)                     | 6.8 (0.27)                     | 6.4 (0.25)                     | 12.4 (0.49)                    | 12.7 (0.50)                    | 20.1 (0.79)                    | 28.4 (1.12)                    | 239.8 (9.44)                   |
| متوسط أيام هطول الأمطار (≥ 0.1 mm)      | 6.3                            | 5.5                            | 4.4                            | 2.6                            | 2.2                            | 1.4                            | 1.9                            | 1.6                            | 2.7                            | 2.2                            | 3.7                            | 5.3                            | 39.8                           |
| متوسط الرطوبة النسبية (%)               | 55.5                           | 59.2                           | 66.4                           | 69.8                           | 70.6                           | 69.9                           | 65.0                           | 56.7                           | 54.7                           | 51.3                           | 51.1                           | 51.5                           | 60.1                           |
| المصدر: Servicio Meteorológico Nacional |                                |                                |                                |                                |                                |                                |                                |                                |                                |                                |                                |                                |                                |

## أعلام
- مارسيلينو مورينو
- خوسيه سان رومان
- إستيبان أندرادا
- فرانكو نيجري